# Sommer-Universiade 2011/Golf
Die Golfwettbewerbe der Sommer-Universiade 2011 fanden zwischen dem 17. und 20. August im Mission Hills Golf Club in Shenzhen statt.

## Medaillengewinner
| Disziplin  | Gold                                                                     | Silber                                                                    | Bronze                                                                                 |
| ---------- | ------------------------------------------------------------------------ | ------------------------------------------------------------------------- | -------------------------------------------------------------------------------------- |
| Frauen     |                                                                          |                                                                           |                                                                                        |
| Einzel     | Lin Tzuchi                                                               | Katerina Ruzickova                                                        | Ko Min Jeong                                                                           |
| Mannschaft | Chinesisch TaipehLin Tzuchi Liu Yi-chen Yao Hsuan-yu                     | Volksrepublik ChinaLi Jiayun Xu Yue Zhang Yuyang                          | Vereinigte StaatenBrooke Beeler Catherine O’Donnell Caroline Powers                    |
| Männer     |                                                                          |                                                                           |                                                                                        |
| Einzel     | Hideki Matsuyama                                                         | Yoshinori Fujimoto                                                        | Andrea Bolognesi                                                                       |
| Mannschaft | JapanYoshinori Fujimoto Hideto Kobukuro Hideki Matsuyama Shinji Tomimura | ItalienAndrea Bolognesi Leonardo Motta Niccolo Quintarelli Lorenzo Scotto | MexikoMauricio Azcue Pederzoli Rodolfo Cazaubón Carlos Ortiz Gerardo Ruiz de la Concha |

## Medaillenspiegel
| Rang | Land                | G | S | B | Σ |
| ---- | ------------------- | - | - | - | - |
| 1    | Japan               | 2 | 1 | 0 | 3 |
| 2    | Chinesisch Taipeh   | 2 | 0 | 0 | 2 |
| 3    | Italien             | 0 | 1 | 1 | 2 |
| 4    | Volksrepublik China | 0 | 1 | 0 | 1 |
| 4    | Tschechien          | 0 | 1 | 0 | 1 |
| 6    | Mexiko              | 0 | 0 | 1 | 1 |
| 6    | Südkorea            | 0 | 0 | 1 | 1 |
| 6    | Vereinigte Staaten  | 0 | 0 | 1 | 1 |